# Stockfotografie
Stockfotografie ist ein Bereich der Fotografie, bei dem Bilder auf Vorrat („to have in stock“ – „auf Lager haben“) produziert werden. Das Gegenteil der Stockfotografie ist demnach die Auftragsfotografie.
Die vorproduzierten Aufnahmen werden meist über Bildagenturen vertrieben und verkauft.

## Arten
Es werden meist zwei Arten unterschieden, wie Stockfotografien verkauft werden:
- als lizenzfreies Bild („RF“, „royalty free“, „lizenzfrei“)
- als lizenzpflichtiges Bild („RM“, „rights managed“, „lizenzpflichtig“)

Bei einer lizenzpflichtigen Aufnahme wird der Preis entsprechend der Nutzungsart (Buch, Zeitschrift, Werbung, Katalog, …), der Auflage, dem Verbreitungsraum u. a. festgelegt. Bei einer lizenzfreien Aufnahme wird der Preis meist nur nach Größe des Bildes festgelegt und der Kunde darf das Bild dann, manchmal mit Einschränkungen, unbegrenzt nutzen.

## Auswirkungen von nicht-lizenzkonformer Nutzung
Bei der Nutzung von Stockplattformen ist zu beachten, dass auch im Falle von lizenzfreien Bildern stets die Regelungen im Lizenzvertrag beachtet werden müssen. So kann es beispielsweise sein, dass einige Stockfotos lediglich zur rein redaktionellen Nutzung freigegeben sind, nicht jedoch zur kommerziellen Nutzung. Missachtet man die Regelungen im Lizenzvertrag und unterlässt man beispielsweise eine geforderte Urhebernennung, so setzt man sich selbst Unterlassungsansprüchen aus und riskiert den Empfang einer Abmahnung. Auch macht man sich schadensersatzpflichtig.